# 자크 듀크
재커리 토머스 듀크(Zachary Thomas Duke, 1983년 4월 19일 ~ )는 미국의 전 프로 야구 투수이다. 메이저 리그 베이스볼에서 피츠버그 파이리츠, 애리조나 다이아몬드백스, 워싱턴 내셔널스, 밀워키 브루어스, 시카고 화이트삭스, 세인트루이스 카디널스, 미네소타 트윈스, 시애틀 매리너스, 신시내티 레즈 소속으로 뛰었다.

## 선수 경력

### 피츠버그 파이리츠
듀크는 2001년 메이저 리그 베이스볼 드래프트 20라운드에서 텍사스주 웨이코에 위치한 미드웨이 고등학교를 졸업하고 바로 지명되었다. 다음 해에 파이리츠의 루키 레벨 걸프 코스트 리그 팀에서 선수 생활을 시작했다. 2003년에는 로우-A 히코리 크로대즈에서 뛰었다.
2004년, 듀크는 1.46의 평균자책점(148.1 투구 이닝 동안 24자책점)으로 모든 마이너 리그 투수들을 이끌었다. 클래스-A 린치버그와 더블-A 앨투나에서 총 26번의 선발 등판에서 15승 6패의 기록을 세웠으며, 그의 15승은 모든 마이너 리그 투수 중 세 번째로 많은 승리였다.
2004년 시즌 후, 듀크는 피츠버그 올해의 마이너 리그 투수와 캐롤라이나 리그 올해의 투수상을 수상했다. 베이스볼 아메리카로부터 이스턴 리그 (1938–2020)에서 여섯 번째로 좋은 유망주이자, 캐롤라이나 리그에서 최고의 투수 유망주 (전체 네 번째)로 선정되었다. 또한 이 출판물로부터 리그에서 최고의 변화구를 가진 투수로 인정받았다.
듀크는 2005년 7월 2일 밀워키 브루어스를 상대로 메이저 리그 데뷔전을 치렀고, 9개의 삼진을 잡았지만 파이리츠가 5대3으로 패하며 승패를 기록하지 못했다. 그의 9개 삼진은 1992년 7월 31일 팀 웨이크필드 이후 메이저 리그 데뷔전에서 가장 많은 삼진을 잡은 파이리츠 투수였다.
듀크의 2005년 7월 데뷔 달은 7월 16일 그레그 매덕스와 컵스를 상대로 3-0 셧아웃 승리를 포함했으며, 7월 2일부터 21일까지 22이닝 연속 무실점을 기록했다. 0.87의 ERA를 기록하며 7월 내셔널 리그 이달의 신인으로 선정되었고, 이는 메이저 리그 모든 선발 투수 중 최고였다. 화이티 글래즈너에 이어 피츠버그 신인 중 두 번째로 첫 다섯 번의 결정에서 모두 승리했다. 듀크는 또한 라이브볼 시대 동안 첫 여섯 번의 선발 등판에서 1.00 미만의 ERA를 기록한 단 네 명의 투수 중 한 명이 되었다(나머지는 페르난도 발렌수엘라, 부 페리스, 스티브 로저스 (야구)). 듀크는 2005년을 14번의 선발 등판에서 8승 2패, 84.2이닝 동안 58삼진을 잡으며 마무리했다. 올해의 신인 투표에서 5위를 차지하며 10%의 득표율을 기록했다.
2006년 파이리츠에서 듀크의 첫 풀 시즌은 새로운 팀 에이스로서 이언 스넬과 함께 매우 젊은 로테이션을 이끌었다. 듀크는 시즌 전반기에 여러 번 좋은 선발 등판을 했지만, 그 중 많은 경기가 파이리츠의 약한 불펜과 듀크에 대한 득점 지원 부족으로 무산되었다. 2006년 후반기는 전년도에 피츠버그를 놀라게 했던 듀크의 재능이 다시 나타난 시기였으며, 이는 파이리츠가 1992년 이후 처음으로 시즌 반기 동안 승리 기록을 달성한 것이었다. 듀크는 두 번의 완투를 기록했는데, 이는 피츠버그가 시즌 내내 기록한 유일한 두 번의 완투였다. 그의 첫 번째는 5월 2일 시카고 컵스를 상대로 한 완봉승이었지만, 삼진 2개와 볼넷 1개만을 기록했다. 그의 더 나은 활약은 8월 11일 세인트루이스 카디널스를 상대로 한 경기였다. 8개의 안타를 허용했지만, 단 1점의 자책점만 허용했으며, 볼넷 없이 7개의 삼진을 기록했다. 듀크는 또한 이전 완투보다 11개 적은 투구 수를 기록했으며, 14개의 땅볼 아웃을 기록했다. 듀크의 2006년 시즌 최종 성적은 10승 15패, 4.47 ERA, 68볼넷에 117삼진이었다. 2006년 시즌 동안 내셔널 리그에서 255개의 피안타로 1위를 기록했으며, 그의 15패는 리그에서 세 번째로 많았다. 듀크는 또한 2000년 크리스 벤슨 이후 처음으로 200이닝 이상을 투구한 파이리츠 선발 투수가 되었으며, 215+1⁄3이닝을 투구했다.
2007년에 듀크는 3승 8패, 5.53의 ERA를 기록했다.
2008년, 듀크는 5승 14패, 4.82 ERA를 기록했으며, 메이저 리그에서 가장 많은 2루타(58개)와 가장 많은 희생번트(14개)를 허용했다. 230개의 안타를 허용했는데, 이는 내셔널 리그에서 두 번째로 많았고, 그의 14패는 리그에서 네 번째로 많았다.
듀크는 부상으로 빠진 맷 케인을 대신해 2009 메이저 리그 베이스볼 올스타전에 선발되었다. 2009년을 11승 16패, 4.06 ERA, 3번의 완투 (리그 3위), 1번의 완봉, 23개의 홈런 허용, 3번의 몸에 맞는 볼, 231개의 안타 (리그 2위), 49개의 볼넷, 106개의 삼진, .285의 피안타율, 1.31의 WHIP, 그리고 213이닝 투구로 마무리했다. 듀크의 2009년 16패는 내셔널 리그에서 가장 많았다.
2010년에 듀크는 8승 15패, 5.72 ERA, .321의 피안타율을 기록했다. 그의 2010년 15패는 내셔널 리그에서 두 번째로 많았다.

### 애리조나 다이아몬드백스
2010년 11월 24일, 피츠버그 파이리츠는 듀크를 애리조나 다이아몬드백스로 트레이드했으며, 나중에 지명될 선수로 세사르 발데스가 결정되었다.
2011년 5월 28일, 듀크는 부상자 명단에서 복귀하여 애리조나 다이아몬드백스에서 첫 선발 등판을 가졌고, 마이카 오윙스를 대신하여 로테이션에 합류했다. 또한 그날 버드 노리스를 상대로 메이저 리그 첫 홈런인 3점 홈런을 쳤다. 듀크는 선발 로테이션에서 9번 등판하여 2승 4패, 5.47 ERA를 기록했고, 상대 타자들은 그를 상대로 .336/.368/.481의 타율을 기록했다. 7월 15일, 듀크는 불펜으로 이동했고, 그곳에서 롱 릴리프 역할로 25.2이닝 동안 3.86 ERA를 기록하며 약간 더 나은 성적을 냈지만, 삼진은 6개, 볼넷은 8개를 기록했다. 전체적으로 2011년 듀크는 21경기에서 3승 4패, 4.91 ERA를 기록했다. 2011년 10월 31일, 자유 계약 선수로 선언되었다.

### 휴스턴 애스트로스
듀크는 2012년 1월 27일 휴스턴 애스트로스와 마이너 리그 계약을 체결했다. 또한 스프링 트레이닝 초청을 받았지만, 3월 27일 방출되었다.

### 워싱턴 내셔널스
듀크는 2012년 3월 29일 워싱턴 내셔널스와 마이너 리그 계약을 맺고, 워싱턴 내셔널스의 AAA 계열사인 시라큐스 치프스에서 뛰었다. 9월 3일에 메이저 리그로 승격되어 8경기에 출전했으며, 13.2이닝 동안 1.32의 ERA를 기록했다.
2012년 12월 2일, 듀크는 내셔널스와 1년 계약을 재체결하여 팀의 롱 릴리버로 뛰게 되었다. 2013년 6월 4일, 팀에서 20.2이닝 동안 8.71 ERA를 기록한 후 지명 할당되었다. 2013년 6월 10일, 듀크는 워싱턴에서 방출되었다.

### 신시내티 레즈
듀크는 2013년 6월 13일 신시내티 레즈와 마이너 리그 계약을 맺었다. 결국 메이저 리그 팀으로 승격되어 10.2이닝 동안 0.84 ERA를 기록했다.

### 밀워키 브루어스
듀크는 2014년 1월 15일 자유 계약 선수로 밀워키 브루어스에 입단했으며, 2014년 스프링 트레이닝에 초청되어 좌완 구원 투수로 로스터에 합류했다. 4월 20일 피츠버그 파이리츠를 상대로 2014년 첫 승을 기록했다. 듀크는 브루어스 불펜의 핵심 멤버로 떠올랐으며, 좌타자와 우타자 모두에게 성공적인 모습을 보였다. 7월 21일 현재 그의 ERA는 1.16이었고, 38.1이닝 동안 49개의 삼진을 잡았다. 듀크는 2.45의 ERA, 74개의 삼진, 17개의 볼넷만을 기록하며 58.2이닝을 소화하며 강한 시즌을 마무리했다. 74경기에 출전하여 12개의 홀드를 기록했다. 좌타자들을 .198의 타율로 억제했다. 듀크는 2014년 10월 30일 자유 계약 선수가 되었다.

### 시카고 화이트삭스
듀크는 2014년 11월 18일 시카고 화이트삭스와 3년 1,500만 달러 계약을 체결했다.

### 세인트루이스 카디널스
2016년 7월 21일, 화이트삭스는 듀크를 세인트루이스 카디널스로 외야수 찰리 틸슨과 트레이드했다. 2016년 10월 14일, 듀크가 왼쪽 팔의 굴곡근과 척측측부인대 수술을 받았다는 사실이 밝혀졌으며, 이로 인해 2017년 시즌 전체를 결장할 것으로 예상되었다. 그러나 2017년 7월 21일, 듀크는 재활을 마쳤고 카디널스의 현역 로스터로 복귀하여 7월 21일 수술 후 첫 등판을 가졌다.

### 미네소타 트윈스
듀크는 2017년 12월 26일 미네소타 트윈스와 1년 계약을 체결했다. 45경기에 출전하여 37.1이닝 동안 3승 4패를 기록했다.

### 시애틀 매리너스
2018년 7월 30일, 듀크는 투수 체이스 드 종과 내야수 라이언 코스텔로 (야구)를 상대로 시애틀 매리너스로 트레이드되었다. 듀크는 시애틀로 이적한 후 부진했으며, 27경기에서 5.52의 ERA로 시즌을 마쳤다.

### 신시내티 레즈 복귀
2019년 2월 11일, 듀크는 1년 200만 달러 계약으로 레즈에 복귀했다.
7월 1일, 레즈는 듀크를 지명 할당했다. 2019년 7월 6일 방출되었다.

## 개인 생활
듀크는 클리프턴, 텍사스주에서 태어났다. 2007년 11월 인디애나주 에번즈빌에서 크리스틴 그로스와 결혼했다. 그들은 그녀가 인디애나폴리스 인디언스의 사회자였을 때 만났다. 그의 베스트맨은 전 파이리츠 마무리 투수 맷 캡스였다. 듀크와 그의 아내는 갤러틴, 테네시주에 거주한다.